# Barra de São Miguel (kommun i Brasilien, Paraíba)
Barra de São Miguel är en kommun i Brasilien.   Den ligger i delstaten Paraíba, i den östra delen av landet, 1 600 km nordost om huvudstaden Brasília. Antalet invånare är 5 611.
Omgivningarna runt Barra de São Miguel är huvudsakligen savann. Runt Barra de São Miguel är det ganska glesbefolkat, med 22 invånare per kvadratkilometer.